# Antoni Borrell
Antoni o Antonio Borrell i Pujol (Barcelona, 1927 - Baldomar (Artesa de Segre), 2 de abril de 2024)  fue un dibujante de cómic, escultor y ceramista autodidacta español.

## Biografía
Como dibujante, Antonio Borrell se dio a conocer con la serie Tamar y siguió colaborando con Toray en sus colecciones de novelas gráficas. Trabajó también para la agencia Comundi y fundó la suya propia, "Studio B".
Aficionado a la arqueología, Borrell fundó el Museo Arqueológico y Paleontológico de Baldomar (Artesa de Segre) en 1970. Como artista plástico y ceramista ha realizado retratos, pintura mural (iglesias de Baldomar, Torregrossa y Pallargues) y la escultura monumental al General Moragues (1998) en Puebla de Segur.

## Obra
| Años      | Título                      | Guionista               | Tipo                      | Publicación             |
| --------- | --------------------------- | ----------------------- | ------------------------- | ----------------------- |
| 1961-1966 | Tamar                       | Ricardo Acedo           | Serial                    | Toray                   |
| 1963      | Las mariposas también matan | Eugenio Sotillos        | Historieta autoconclusiva | Brigada Secreta núm. 16 |
| 1965      | La araña cierra sus mallas  | Salvador Dulcet         | Historieta autoconclusiva | Espionaje núm. 2        |
| 1968      | Capitán Stapleton           | Eugenio Sotillos        | Serie                     | Aventuras               |
| 1970      | Safari en África            | Enrique Sánchez Pascual | Serie                     | Gran Pulgarcito         |
| 1971      | El Volcán de Oro            |                         | Serie                     | Tío Vivo                |